# アカズキコンゴウインコ
アカズキコンゴウインコ（英: Red-headed macawまたはJamaican green-and-yellow macaw、学名: Ara erythrocephala）は、オウム目インコ科に属する鳥の一種であり、ジャマイカの森林に生息していたPsittacidae科のオウムの一種であった可能性があるが、その存在は架空のものと考えられている。

## 説明
ロスチャイルドは、ヒルがフィリップ・ヘンリー・ゴッセに送った説明に基づいているという。
頭が赤で、首、肩、下腹部は活気のある緑色。両方にある2枚の羽は水色で、尾羽のほとんどは緋色、先端は青、羽と尾の両方に羽毛があり、すべて鮮やかな色で目立っていたという。
Ara erythrocephalaは、ジャマイカのトレローニーとセントアンの小教区の山で発見された可能性があるという。また、山以外におそらく森でも発見されたと説明されている。 

## 絶滅
アカズキコンゴウインコが絶滅した原因は、乱獲であると考えられている。鮮やかな外見が目立ち、ヨーロッパ人に乱獲された。この種にまつわる情報は、これくらいしかない。 
コンゴウインコは絶滅し、19世紀初頭に絶滅の危機に瀕していたと推測されている。そして、キューバ種とドミニコンのコンゴウインコなどの近種とされているが その存在は今日では疑わしいと考えられている。 